# Rima Vladimir
La Rima Vladimir è una struttura geologica della superficie della Luna.